# Nicolas Meloche
Nicolas Meloche (* 18. Juli 1997 in LaSalle, Québec) ist ein kanadischer Eishockeyspieler, der seit August 2024 beim HK Dinamo Minsk aus der Kontinentalen Hockey-Liga (KHL) unter Vertrag steht und dort auf der Position des Verteidigers spielt. Zuvor absolvierte Meloche unter anderem 270 Spiele in der American Hockey League (AHL) und stand in 57 Partien für die San Jose Sharks in der National Hockey League (NHL) auf dem Eis.

## Karriere
Meloche lief ab der Saison 2013/14 in der Ligue de hockey junior majeur du Québec (LHJMQ) für die Drakkar de Baie-Comeau auf, nachdem er zuvor in den unterklassigen Juniorenligen seiner Heimatprovinz Québec aktiv war. Die Drakkar hatten den Verteidiger vor der Spielzeit im Entry Draft der Liga ausgewählt. In seiner Rookiesaison wurde Meloche nach 33 Scorerpunkten in 76 Spielen und dem Erreichen der Finalserie der Playoffs ins All-Rookie Team der LHJMQ berufen. In den folgenden eineinhalb Jahren etablierte sich der Abwehrspieler in der Liga und war im NHL Entry Draft 2015 in der zweiten Runde an 40. Position von den Colorado Avalanche aus der National Hockey League (NHL) ausgewählt worden. Ende Dezember 2015, nachdem Baie-Comeau schlecht in die Saison 2015/16 gestartet war, entschied sich das Management im Zuge eines Neuaufbaus Meloche im Tausch für einen Spieler und zwei Erstrunden-Draftwahlrechte an den Ligakonkurrenten Olympiques de Gatineau abzugeben. Er bestritt dort bis Ende Dezember 2016 saisonübergreifend 63 Spiele, ehe die Olympiques ihn in einem großen Transfergeschäft zu den Charlottetown Islanders schickten. Dort beendete Meloche seine letzte Juniorenspielzeit.
Nachdem der Franko-Kanadier bereits im März 2017 einen Einstiegsvertrag von der Colorado Avalanche erhalten hatte, absolvierte er die Saison 2017/18 bei deren Farmteam, den San Antonio Rampage, in der American Hockey League (AHL). Zum Saisonende wurde er zu den Colorado Eagles, einem weiteren Kooperationspartner der beiden Organisationen aus der ECHL, abgegeben. Mit den Eagles gewann er am Ende der Spielzeit 2017/18 den Kelly Cup der ECHL. Auch im Folgejahr wurde der Defensivspieler, nachdem das Franchise der Eagles in die AHL aufgenommen worden war, weiterhin von der Colorado Avalanche dort eingesetzt. Im Sommer 2019 transferierte die Avalanche Meloche jedoch im Tausch für Torwart Antoine Bibeau zur Organisation der San Jose Sharks. Diese schickten ihn in der Saison 2019/20 weiterhin in der AHL bei ihrem Farmteam San Jose Barracuda aufs Eis. Im Verlauf der Spieljahre 2020/21 und 2021/22, die durch die COVID-19-Pandemie geprägt waren, pendelte der Verteidiger, dessen Vertrag in den Sommerpause jeweils um ein Jahr verlängert wurde, jeweils zwischen den Aufgeboten der Sharks und Barracuda. Nach drei Jahren in San Jose wechselte er im Juli 2022 als Free Agent zu den Calgary Flames.
Nachdem der Verteidiger in der Organisation der Flames im Verlauf der Spielzeit 2022/23 ausschließlich für deren Farmteam Calgary Wranglers in der AHL zum Einsatz gekommen war, erhielt er im Sommer 2023 keinen weiterführenden Vertrag. Meloche schloss sich somit im Oktober desselben Jahres Salawat Julajew Ufa aus der Kontinentalen Hockey-Liga (KHL) an, ehe er im August 2024 zum belarussischen Ligakonkurrenten HK Dinamo Minsk wechselte.

### International
Für sein Heimatland spielte Meloche im Juniorenbereich beim Ivan Hlinka Memorial Tournament 2014, das er mit der kanadischen U18-Auswahl gewann und in fünf Turnierspielen eine Torvorlage beisteuerte. Zudem nahm er mit der Auswahl seiner Heimatprovinz Québec an der World U-17 Hockey Challenge im Januar 2014 teil, die die Franko-Kanadier als Vierter außerhalb der Medaillenränge beendeten. In sechs Turnierspielen war der Verteidiger an zwei Treffern beteiligt, wovon er einen selbst erzielte.

## Erfolge und Auszeichnungen
- 2014 LHJMQ All-Rookie Team
- 2015 Teilnahme am CHL Top Prospects Game
- 2018 Kelly-Cup-Gewinn mit den Colorado Eagles

### International
- 2014 Goldmedaille beim Ivan Hlinka Memorial Tournament

## Karrierestatistik
Stand: Ende der Saison 2023/24

### International
Vertrat Kanada bei:
- World U-17 Hockey Challenge Januar 2014
- Ivan Hlinka Memorial Tournament 2014

(Legende zur Spielerstatistik: Sp oder GP = absolvierte Spiele; T oder G = erzielte Tore; V oder A = erzielte Assists; Pkt oder Pts = erzielte Scorerpunkte; SM oder PIM = erhaltene Strafminuten; +/− = Plus/Minus-Bilanz; PP = erzielte Überzahltore; SH = erzielte Unterzahltore; GW = erzielte Siegtore; 1 Play-downs/Relegation; Kursiv: Statistik nicht vollständig)